# Jamaica en los Juegos Centroamericanos y del Caribe

Jamaica participa en los Juegos Centroamericanos y del Caribe desde la quinta edición, realizada en Barranquilla en 1946.
El país está representado ante los Juegos Suramericanos por el Comité Olímpico de Jamaica 
y fue sede de la novena edición del evento deportivo en Kingston 1962.

## Delegación
Para los XXI Juegos Centroamericanos y del Caribe, Jamaica contó con una delegación de 170 deportistas que participaron en 15 disciplinas deportivas.

## Medallero histórico
| Año   | País                               | Sede                       | Posición | Oro | Plata | Bronce | Total |
| ----- | ---------------------------------- | -------------------------- | -------- | --- | ----- | ------ | ----- |
| 1926  | Bandera de México                  | Ciudad de México           | -        | -   | -     | -      | -     |
| 1930  | Bandera de Cuba                    | La Habana                  | -        | -   | -     | -      | -     |
| 1935  | Bandera de El Salvador             | San Salvador               | -        | -   | -     | -      | -     |
| 1938  | Bandera de Panamá                  | Ciudad de Panamá           | -        | -   | -     | -      | -     |
| 1946  | Bandera de Colombia                | Barranquilla               | -        | -   | -     | -      | -     |
| 1950  | Bandera de Guatemala               | Ciudad de Guatemala        | -        | -   | -     | -      | -     |
| 1954  | Bandera de México                  | Ciudad de México           | -        | -   | -     | -      | -     |
| 1959  | Bandera de Venezuela               | Caracas                    | -        | -   | -     | -      | -     |
| 1962  | Bandera de Jamaica                 | Kingston                   | -        | -   | -     | -      | -     |
| 1966  | Bandera de Puerto Rico             | San Juan                   | -        | -   | -     | -      | -     |
| 1970  | Bandera de Panamá                  | Ciudad de Panamá           | -        | -   | -     | -      | -     |
| 1974  | Bandera de la República Dominicana | Santo Domingo              | -        | -   | -     | -      | -     |
| 1978  | Bandera de Colombia                | Medellín                   | -        | -   | -     | -      | -     |
| 1982  | Bandera de Cuba                    | La Habana                  | -        | -   | -     | -      | -     |
| 1986  | Bandera de la República Dominicana | Santiago de los Caballeros | -        | -   | -     | -      | -     |
| 1990  | Bandera de México                  | Ciudad de México           | -        | -   | -     | -      | -     |
| 1993  | Bandera de Puerto Rico             | Ponce                      | -        | -   | -     | -      | -     |
| 1998  | Bandera de Venezuela               | Maracaibo                  | -        | -   | -     | -      | -     |
| 2002  | Bandera de El Salvador             | San Salvador               | -        | -   | -     | -      | -     |
| 2006  | Bandera de Colombia                | Cartagena de Indias        | -        | -   | -     | -      | -     |
| 2010  | Bandera de Puerto Rico             | Mayagüez                   | 6/28     | 15  | 10    | 17     | 42    |
| 2014  | Bandera de México                  | Veracruz                   |          |     |       |        |       |
| Total | Total                              |                            |          | 15  | 10    | 17     | 42    |

## Desempeño
Jamaica ocupó el sexta lugar en la última edición de los Juegos Mayagüez 2010.

### XXI Juegos Centroamericanos y del Caribe Mayagüez 2010
Fuente:
Organización de los XXI Juegos Centroamericanos y del Caribe Mayagüez 2010. 
| Clasificación del País | Clasificación del Total | Deportista           | País    | Disciplina |   |   |   | Total |
| 1                      | 15                      | Alía Shanee Atkinson | Jamaica | Natación   | 4 | 0 | 0 | 4     |
| 2                      | 156                     | Garron Palmer        | Jamaica | Bádminton  | 1 | 1 | 1 | 3     |
| 3                      | 284                     | Gareth Henry         | Jamaica | Bádminton  | 0 | 2 | 2 | 4     |
| 4                      | 298                     | Rasheed Dwyer        | Jamaica | Atletismo  | 0 | 2 | 0 | 2     |
| 5                      | 350                     | Lerone Clarke        | Jamaica | Atletismo  | 0 | 1 | 1 | 2     |
| 5                      | 350                     | Jovanee Jarrett      | Jamaica | Atletismo  | 0 | 1 | 1 | 2     |
| 7                      | 432                     | Andrea Bliss         | Jamaica | Atletismo  | 0 | 0 | 2 | 2     |